# Prospero Viani
Prospero Viani (Reggio Emilia, 13 aprile 1812 – Reggio Emilia, 12 settembre 1892) è stato un filologo, biografo e bibliotecario italiano; accademico della Crusca, curò il primo epistolario di Giacomo Leopardi in ordine cronologico.

## Biografia

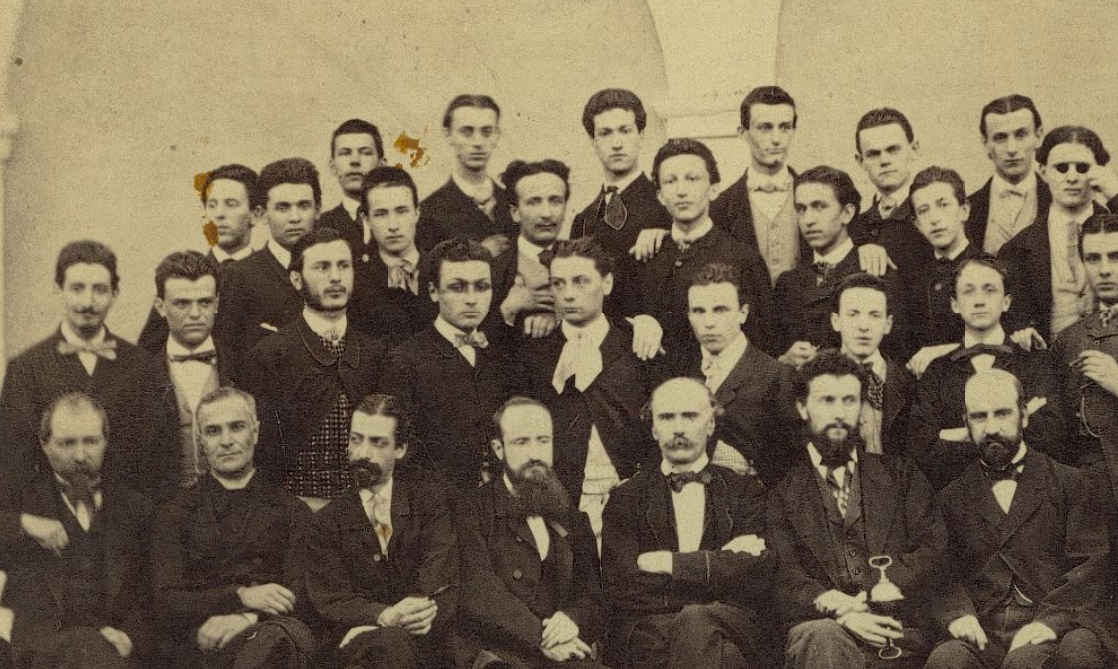
3° classe del Liceo ginnasio Ludovico Ariosto di Reggio Emilia nel 1864.
Presenti nella foto: Gaetano Chierici, Giovanni Guidotti, Demetrio Livaditi, Giacomo Manuelli, Ulisse Poggi, Giacomo Prandi, Prospero Viani, Angelo Volpe.

Dopo aver studiato al Liceo, partecipò ai moti politici del 1830-31, per cui fu condannato a morte il patriota Ciro Menotti: pertanto, in base alle regole volute dal duca Francesco IV di Modena, gli fu negata l'iscrizione alla Facoltà di Legge dell’Università di Modena.
Conobbe Pietro Giordani, che lo convinse a dedicarsi agli studi filologici, visti come un mezzo per portare avanti la "guerra d'italianità".
Nel 1832 sposò Clementina Bardesoni e tra il 1833 ed il 1850 ebbero sette figli.
Nel 1836 fu imprigionato, accusato di liberalismo e fu liberato il 6 febbraio 1837.
Nel 1840 andò a Torino per raccogliere e pubblicare l’epistolario di Carlo Botta.
Nel frattempo si procurò tutte le lettere di Giacomo Leopardi ad Adelaide Maestri e ad Antonietta Tommasini, con l'obiettivo di pubblicarle: Pietro Giordani gli propose di seguire un criterio cronologico.
Nel 1843 tornò a Reggio nell'Emilia, per insegnare all’Istituto Israelitico.
Nel 1846, su consiglio di Pietro Giordani, andò ad Ancona per raccogliere la testimonianza di Carlo Leopardi e lettere inedite di Giacomo Leopardi.
Nel 1848 fu, senza ricevere nomina formale, bibliotecario della Biblioteca comunale (oggi Biblioteca Panizzi), ma poco dopo lasciò Reggio, deluso dopo aver pronunciato invano presso un teatro cittadino un discorso a favore dell'annessione al Regno di Sardegna e, dopo aver trascorso tre mesi fra Genova, La Spezia e Sarzana, si recò a Firenze a dicembre, per seguire la pubblicazione dell’Epistolario di Leopardi.
Nel maggio del 1849 andò a vivere nella sua casa di campagna nei pressi di Reggio, città in cui fu richiamato grazie ad una concessione del duca Francesco IV di Modena: qui portò a termine la traduzione della "Storia di Reggio" di Guido Panciroli, che era stata pubblicata in latino, nel 1560 a Padova.
Dal 1850 al 1854 insegnò lettere all’Istituto delle Peschiere di Genova e nel 1854 fu nominato vicepresidente della Commissione dei Testi in lingua di Reggio Emilia.
Nel 1859 fece parte della delegazione del Comune di Reggio a Torino, per ricevere la ratifica del patto di dedizione. La delegazione incontrò Camillo Benso di Cavour, Alfonso La Marmora ed infine Vittorio Emanuele II. Al rientro, l'Assemblea delle Province estensi lo nominò segretario e membro del primo consiglio comunale di Reggio. Dal 1859 al 1863 insegnò Lettere al Patrio Liceo di Reggio Emilia e ne divenne preside, ruolo che ricoprì dal 1862 al 1867, anno in cui fu nominato preside del Liceo Galvani di Bologna.
Nel 1861, assieme ad altri, chiese al sindaco di Reggio Emilia di acquisire il complesso monumentale del Mauriziano, che comprende la villa in cui il poeta reggiano Ludovico Ariosto soggiornò per lunghi periodi. Alla richiesta si unì anche la sezione locale della Deputazione di Storia patria, che propose di considerare la villa come "Monumento del poeta". Il sindaco accolse la proposta e dal 18 gennaio 1864 il complesso del Mauriziano è proprietà del Comune di Reggio Emilia.
Nel 1868, a causa di ristrettezze economiche, decise di vendere le opere originali di Leopardi in suo possesso, tra le quali "l'Infinito", con l'intento di evitarne la dispersione. Il senatore marchigiano Filippo Mariotti, anch'egli appassionato del Giacomo Leopardi, lo mise in contatto con Giovan Battista Gaola Antinori, deputato e sindaco di Visso, che nel marzo 1869 le acquistò per 400 lire e le donò al Comune, in cui sono tuttora conservate nel Museo civico diocesano di Visso, rispettando l'intenzione originaria di Viani.
Dal 1881 al 1884 fu preside del Liceo Umberto I di Roma dal 1881 al 1884, anno in cui divenne bibliotecario della Biblioteca Riccardiana di Firenze.
Nel 1888 tornò nella città natale, dopo il manifestarsi di attacchi apoplettici, e morì nel 1892.
A Prospero Viani è intitolata una via a Reggio Emilia, sua città natale

## Opere
- Prospero Viani, Intagli e dichiarazioni di apparati e di carri trionfali : fatti in Reggio nel maggio dell'anno 1842 per le nozze delle altezze reali l'archid. Francesco Ferdinando, principe ereditario di Modena, e la principessa Adelgonda di Baviera, Reggio Emilia, Torreggiani, 1842, OCLC 234074395.
- Prospero Viani e Agostino Cagnoli, Ricordanze reggiane, Reggio Emilia, Tipografia Torreggiani, 1842, OCLC 889682810.
- Prospero Viani, In morte del conte Ippolito Malaguzzi Valerj già governatore di Reggio. Epistola di Prospero Viani, Firenze, 1855, OCLC 20151924.
- Prospero Viani, Delle Lettere reggiane, dal XIII al XIX secolo, discorso di Prospero Viani, OCLC 458532649.
- Prospero Viani, Dizionario di pretesi francesismi e di pretese voci e forme erronee della lingua italiana, Firenze, Le Monnier, 1858, OCLC 976681963.
- Prospero Viani, Lettere filologiche e critiche, Bologna, Zanichelli, 1874, OCLC 458532645.

### Curatele
- Carlo Botta, Lettere di Carlo Botta, a cura di Prospero Viani, Torino, Pompeo Magnaghi, 1840.
- Guido Panciroli, Storia della città di Reggio Emilia tradotta di latino in volgare da Prospero Viani, a cura di Prospero Viani, Torreggiani, Giuseppe Barbieri, 1846, OCLC 432822674.
- Pier Jacopo Martello, Il Femia sentenziato: con postille e lettera apologetica inedite e la vita scritta da lui stesso, a cura di Prospero Viani, Bologna, G. Romagnoli, 1869, OCLC 989874696.
- Giacomo Leopardi, Pietro Giordani e P. Colletta, Epistolario di Giacomo Leopardi con le iscrizioni greche triopee da lui tradotte e le lettere di P. Giordani e P. Colletta all'autore raccolto e ordinato da Prospero Viani, a cura di Prospero Viani, vol. 1, Firenze, Le Monnier, 1849, OCLC 457883325.
- Giacomo Leopardi, Saggio sopra gli errori popolari degli antichi, a cura di Prospero Viani, Firenze, Le Monnier, 1859, OCLC 799776119.
- Giacomo Leopardi, Pietro Giordani e P. Colletta, Epistolario di Giacomo Leopardi con le iscrizioni greche triopee da lui tradotte e le lettere di P. Giordani e P. Colletta all'autore raccolto e ordinato da Prospero Viani, a cura di Prospero Viani, vol. 2, Firenze, Le Monnier, 1864, OCLC 63341321.
- Ludovico Ariosto, Le satire autografe, a cura di Prospero Viani, Bologna, G. Wenk litografo, Zanichelli e Romagnoli, 1875, OCLC 23497822.
- Giacomo Leopardi, Appendice all' epistolario e agli scritti Giovanili di Giacomo Leopardi: a compimento delle edizioni fiorentine, a cura di Prospero Viani, G. Barbera, 1878, OCLC 955201099.
- Giacomo Leopardi, Epistolario di Giacomo Leopardi raccolto e ordinato da Prospero Viani, a cura di Prospero Viani, vol. 3, Le Monnier, 1892, OCLC 833876952.

## Onorificenze
- Commenda della Corona d’Italia
- Commenda dei SS. Maurizio e Lazzaro.